# Roy Conacher
Temple de la renommée : 1998
Roy Gordon Conacher, né le 5 octobre 1916 à Toronto au Canada et mort le 29 décembre 1984, est un joueur professionnel de hockey sur glace ayant évolué dans la Ligue nationale de hockey. 

## Carrière
Il a joué pour les Bruins de Boston de 1938 à 1946, les Red Wings de Détroit pour la saison 1946-1947 de la LNH pour finir sa carrière avec les Black Hawks de Chicago en 1952. Il remporta en 1949 le trophée Art-Ross.
En carrière, il totalise 426 points en 490 matchs et est admis au temple de la renommée du hockey en 1998.

## Parenté dans le sport
Il est issu d'une famille de sportifs, ses deux frères, Charlie et Lionel ayant également joué au hockey sur glace et dans d'autres sports. 
Il est l'oncle des joueurs de hockey Murray Henderson, Brian Conacher et Pete Conacher et du joueur de football canadien, Lionel Conacher Junior.

## Statistiques
| Saison     | Équipe                 | Ligue      |     | Saison régulière | Saison régulière | Saison régulière | Saison régulière | Saison régulière |    | Séries éliminatoires | Séries éliminatoires | Séries éliminatoires | Séries éliminatoires | Séries éliminatoires |
| Saison     | Équipe                 | Ligue      | PJ  | B                | A                | Pts              | Pun              | PJ               | B  | A                    | Pts                  | Pun                  |                      |                      |
| 1938-1939  | Bruins de Boston       | LNH        | 47  | 26               | 11               | 37               | 12               | 12               | 6  | 4                    | 10                   | 12                   |                      |                      |
| 1939-1940  | Bruins de Boston       | LNH        | 31  | 18               | 12               | 30               | 9                | 6                | 2  | 1                    | 3                    | 0                    |                      |                      |
| 1940-1941  | Bruins de Boston       | LNH        | 41  | 24               | 14               | 38               | 7                | 11               | 1  | 5                    | 6                    | 4                    |                      |                      |
| 1941-1942  | Bruins de Boston       | LNH        | 43  | 24               | 13               | 37               | 12               | 5                | 2  | 1                    | 3                    | 0                    |                      |                      |
| 1945-1946  | Bruins de Boston       | LNH        | 4   | 2                | 1                | 3                | 0                | 3                | 0  | 0                    | 0                    | 0                    |                      |                      |
| 1946-1947  | Red Wings de Détroit   | LNH        | 60  | 30               | 24               | 54               | 6                | 5                | 4  | 4                    | 8                    | 2                    |                      |                      |
| 1947-1948  | Black Hawks de Chicago | LNH        | 52  | 22               | 27               | 49               | 4                | -                | -  | -                    | -                    | -                    |                      |                      |
| 1948-1949  | Black Hawks de Chicago | LNH        | 60  | 26               | 42               | 68               | 8                | -                | -  | -                    | -                    | -                    |                      |                      |
| 1949-1950  | Black Hawks de Chicago | LNH        | 70  | 25               | 31               | 56               | 16               | -                | -  | -                    | -                    | -                    |                      |                      |
| 1950-1951  | Black Hawks de Chicago | LNH        | 70  | 26               | 24               | 50               | 16               | -                | -  | -                    | -                    | -                    |                      |                      |
| 1951-1952  | Black Hawks de Chicago | LNH        | 12  | 3                | 1                | 4                | 0                | -                | -  | -                    | -                    | -                    |                      |                      |
| Totaux LNH | Totaux LNH             | Totaux LNH | 490 | 226              | 200              | 426              | 90               | 42               | 15 | 15                   | 30                   | 18                   |                      |                      |